# Estadio Renzo Barbera
El Estadio Renzo Barbera, previamente conocido como La Favorita es un estadio de fútbol, situado en la ciudad de Palermo, capital de la isla de Sicilia en Italia. Sirve de sede habitual a el Palermo Football Club.
El estadio se inauguró el 24 de enero de 1932 y fue llamado a Estadio Littorio en homenaje al fascismo. El partido de inauguración fue Palermo contra Atalanta, ganando el Palermo por 5-1. El campo estaba rodeado de una pista y no tenía graderío detrás de las porterías. En 1936, el estadio fue renombrado Stadio Michele Marrone, en memoria de un soldado muerto durante la guerra civil española. El nombre fue cambiado otra vez al final de Segunda Guerra Mundial a Stadio La Favorita.
En 1948, la pista fue quitada y las gradas detrás de cada portería fueron construidas. En 1984, una nueva remodelación, implicó la adición de un segundo graderío que aumentó la capacidad a 50 000 espectadores. Esta aumentó de capacidad, sin embargo, solo fue completamente cubierto en dos ocasiones, en un partido de la Serie C1 contra Messina y un partido amistoso contra Juventus. Una tercera remodelación se terminó en 1990, la cual fue emprendida debido a que la ciudad de Palermo fue elegida para recibir varios partidos del Mundial de Italia 1990. Debido a esta remodelación, la capacidad del estadio bajó a sus actuales 37 619 asientos.
El 18 de septiembre de 2002 el estadio fue renombrado como Renzo Barbera, el último presidente de Palermo en la Serie A, así como finalista de dos Copa de Italia a lo largo de los años 60 y 70, quien había muerto ese mismo año el 19 de mayo. La campaña 2004-05, supuso la primera aparición del Palermo en la Serie A en más de 30 años, todos los asientos del estadio fueron adjudicados en la campaña de abonados durante el verano. Sin embargo, este no se ha repetido en los años siguientes. 
El presidente del Palermo Maurizio Zamparini, anunció el proyecto de construcción de un estadio propiedad del propio club.